# 스즈키 다쓰야 (1982년)
스즈키 다쓰야(일본어: 鈴木 達也, 1982년 8월 1일 ~ )는 일본의 전 축구 선수이다.

## 구단 경력
과거 가시와 레이솔, FC 도쿄, 도쿠시마 보르티스에서 활동하였다.